# Павлівська сільська рада (Тисменицький район)
| Павлівська сільська рада — орган місцевого самоврядування у Тисменицькому районі Івано-Франківської області з адміністративним центром у с. Павлівка. Історична дата утворення: в 1946 році. Водоймища на території, підпорядкованій даній раді: річка Ямничанка. Сільській раді підпорядковані населені пункти: - с. Павлівка |

## Склад ради
Рада складається з 16 депутатів та голови.

### Керівний склад ради
| ПІБ                     | Основні відомості                              | Дата обрання | Дата звільнення |
| ----------------------- | ---------------------------------------------- | ------------ | --------------- |
| Вацеба Іван Ярославович | Сільський голова, 1985 року народження, освіта | 26.03.2006   | 31.10.2010      |

Примітка: таблиця складена за даними джерела